# Liga de Fútbol Ñeembucu
La Liga de Fútbol Ñeembucu es una de las seis ligas regionales del Ñeembucu, correspondiente a la Federación de Fútbol del Décimo Segundo Departamento Ñeembucu, a su vez afiliado a la Unión del Fútbol del Interior. El campeonato tiene como equipos participantes de la zona de Pilar, Guazu Cua. El 10 de octubre de 2010, el Club General Diaz se consagró campeón, venciendo en la final al Club Capitán Bado.

## Equipos participantes
En este campeonato participan 8 equipos
| Equipo                      | Ciudad    | Colores             | Apodos                | Torneos ganados | Capacidad del estadio |
| --------------------------- | --------- | ------------------- | --------------------- | --------------- | --------------------- |
| Club América de Pilar       | Pilar     | Rojo, Blanco y Azul | Decano                | 25              | 5.000                 |
| Club Capitán Bado           | Pilar     | Negro y Blanco      | El Negro, Albinegro   | 20              | 5.000                 |
| Club 1 de Marzo             | Pilar     | Rojo, Blanco y Azul | Canario               | 0               | Sin estadio           |
| Club 1 de Mayo              | Pilar     | Rojo y Azul         | Comuna                | 1               | Sin estadio           |
| Don General Diaz            | Pilar     | Negro y Amarillo    | Portuario             | 12              | 4.000                 |
| Club Deportivo Guazu Cueño  | Guazu Cua | Anaranjado y Blanco | Taninero              | 2               | 500                   |
| Club Tres Corrales          | Pilar     | Rojo                | Milrayitas y Taninero | 6               | Sin estadio           |
| Club Deportivo Social Unión | Pilar     | Verde y Blanco      | Tricolor              | 0               | Sin estadio           |